# کالادیوم لیندنی
 کالادیوم لیندنی(نام علمی: Caladium lindenii) نام یک گونه از سرده کالادیوم است.